# Harmans Water
Harmans Water – dzielnica miasta Bracknell, w Anglii, w hrabstwie ceremonialnym Berkshire, w dystrykcie (unitary authority) Bracknell Forest. Leży 18 km na wschód od centrum miasta Reading i 44 km na zachód od centrum Londynu. W 2011 roku dzielnica liczyła 7962 mieszkańców.